# 옥정역
옥정역(Okjeong station, 玉井驛)은 전라남도 장성군 황룡면 옥정리에 위치한 호남선의 역이었다.

## 역사
- 1959년 6월 21일 : 역원무배치간이역으로 영업 개시[1]
- 1966년 8월 30일 : 역원배치간이역으로 승격 및 소급화물 취급 개시[2]
- 1968년 7월 20일 : 을종승차권대매소로 지정
- 1969년 8월 1일 : 역원무배치간이역으로 격하[3]
- 1980년 4월 21일 : 보통역으로 승격[4]
- 1984년 4월 9일 : 역사 완공
- 1988년 9월 6일 : 무배치간이역으로 격하[5]
- 2004년 7월 16일 : 여객 취급 중지[6]
- 2006년 6월 23일 : 폐역[7]